# Corrado del Monferrato
Corrado degli Aleramici (Monferrato, 1146 circa – Tiro, 28 aprile 1192) è stato un nobile e cavaliere medievale italiano investito nel 1187 col titolo di cesare all'Impero Romano d'Oriente, e dal 1190 re di Gerusalemme de facto e jure uxoris (per suo matrimonio con Isabella d'Angio), e re titolare eletto dal 1192 alla sua morte pochi mesi dopo, nonché marchese del Monferrato (1191-1193). Fu zio di Baldovino V, primo re di Gerusalemme della dinastia degli Aleramici (1183-1186) e padre di Maria del Monferrato, ultima regina titolare di Gerusalemme della dinastia (1205-1212).

## Biografia

### Origine e famiglia
Nacque intorno al 1146 dal marchese Guglielmo V "il Vecchio" del Monferrato e di Giuditta di Austria-Babenberg (sorella uterina di Corrado III, re dei Romani). Era il secondogenito di nove figli e figlie, tra i quali il primogenito Guglielmo "Spadalunga", succede al padre come marchese del Monferrato, poi conte di Giaffa e Ascalona; il terzogenito Bonifacio I, primo re di Tessalonica; Ranieri, cesare nel Impero Romano d'Oriente; Alasia, marchesa regente di Saluzzo; Beatrice, delfina regente del Viennois, poi marchesa consorte di Savona, ed altri. Tra l'estensa parentela con le principali case regnanti d'Europa, furono di particolare importanza i vincoli con i cugini primi Luigi VII di Francia (attraverso la nonna Gisella di Borgogna) e l'imperatore Federico I Barbarossa (attraverso la nona Agnese di Waiblingen). Nel 1183, il nipote Baldovino V (figlio del fratello Guglielmo), divenne co-sovrano di Gerusalemme insieme al zio Baldovino IV, e nel 1185 unico re titolare, essendo il primo della dinastia degli Aleramici ad occupare il trono Gerosolimitano. Nel 1207 la nipote Agnese (figlia del fratello Bonifacio), diventa anche imperatrice consorte di Costantinopoli.

### Giovinezza poco conosciuta
Poco sappiamo dell'esistenza giovanile del marchese Corrado, i primi documenti certi su di lui risalgono al 1160, ma si tratta di frammenti o di notizie poco rilevanti. Notizie, seppur confuse, abbiamo su un possibile trattato di matrimonio tra le figlie del re inglese Enrico II e uno dei rampolli di Guglielmo V. Più informazioni possediamo invece dal 1172, quando Corrado è coinvolto insieme al Barbarossa nel conflitto comunale (oltre ad esserne imparentati, era tradizione familiare degli Aleramici essere ghibellini).

### Con e contro il Barbarossa
Sconfitto il Barbarossa, egli dovette prendere parte alle trattative di pace, scortando addirittura i legati pontifici di papa Alessandro III fino a Modena. In Toscana Corrado trascorse la quasi totalità del 1176, ricevendo l'anno successivo feudi e terre dalla sorella Agnese tra Marturi e Poggibonsi.
Ancora fedele a Federico I, lo si ritrova ad Assisi due anni dopo al seguito dell'imperatore. Ma quella è l'ultima occasione in cui lo si ritrova al seguito dei tedeschi.
Venuto in rottura con il cancelliere imperiale Cristiano di Magonza, Corrado si volse contro l'imperatore comandando una rivolta che non riuscì: fatto prigioniero dal cancelliere, dovette pagare un forte riscatto ma da quel momento la sua famiglia iniziò sempre più a legarsi con i Comneni di Bisanzio.

Con l'aiuto di questi, nel settembre 1179 Corrado allestì una forte armata che attaccò e sconfisse quella tedesca capitanata da Cristiano che, fatto prigioniero, venne affidato al fratello Bonifacio. Il progetto dell'imperatore bizantino era senza dubbio quello di condurre Cristiano in Oriente, ma la sconfitta dell'antipapa Innocenzo III nel 1180 e la crisi della politica orientale in Italia pose fine al progetto e Cristiano venne infine rilasciato dietro forte somma. Nello stesso anno il fratello Ranieri venne sposato a Maria Comnena, figlia dell'imperatore Manuele I, e riceve il titolo di cesare (come sette anni dopo Corrado), insieme a la concessione d'ampi stati e diritti a Tessalonica (che dopo la sua morte servirono di base alla fondazione del regno di Tessalonica da parte del fratello Bonifacio). 

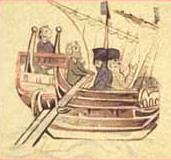
Corrado del Monferrato arriva a Tiro

### Marchese del Monferrato
Rilasciato Cristiano e riveduti i piani di politica estera, Corrado ritenne più ragionevole riavvicinarsi ai tedeschi. Lo si ritrova, come delegato imperiale, a rappresentare Federico I a Tortona nel 1183. Partito nel 1185 il padre Guglielmo per Gerusalemme per sostener il nipote Baldovino V, diventato re titolare, e Corrado ottenne praticamente il controllo del marchesato.

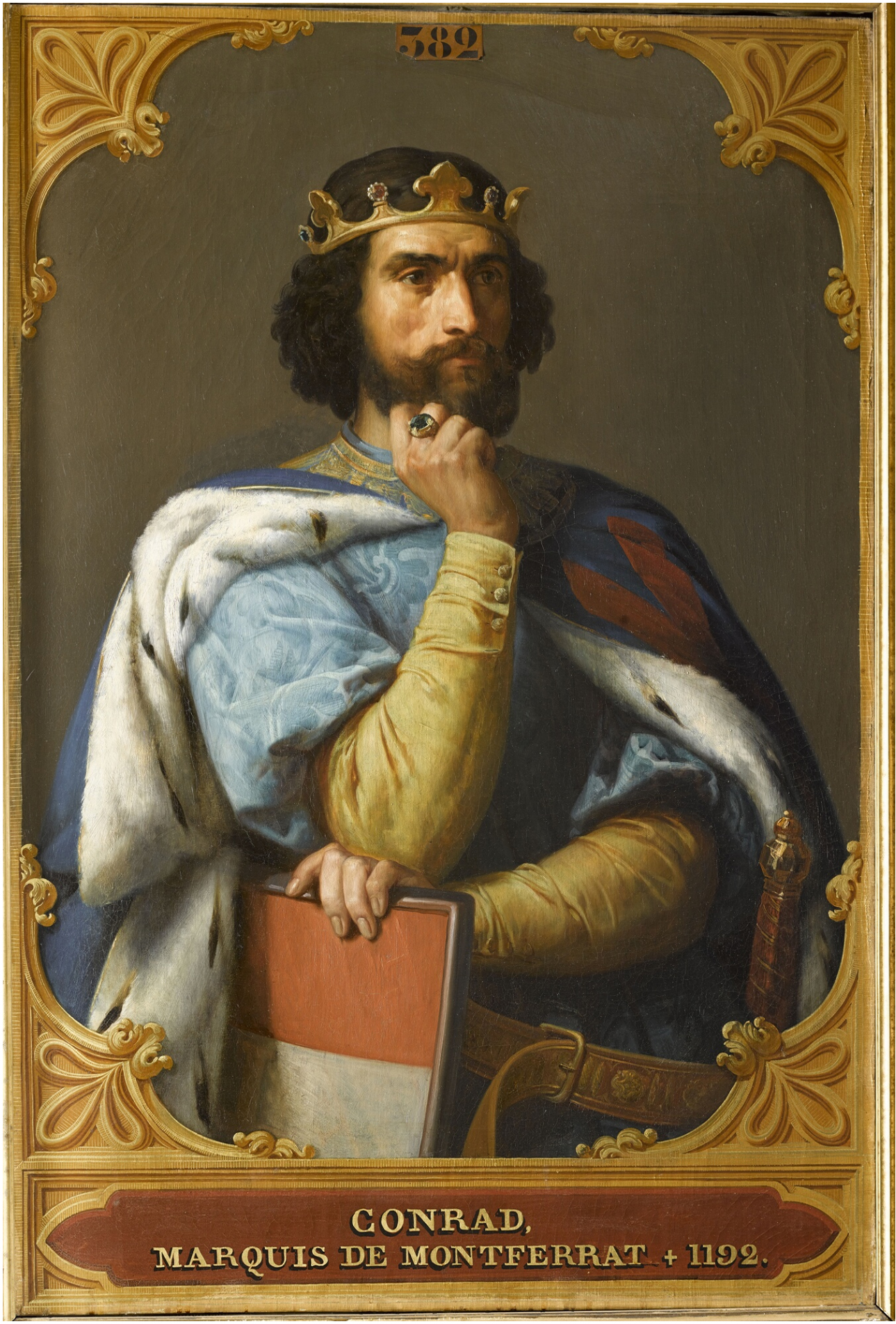
Ritratto imaginario di Corrado del Monferrato da François-Édouard Picot (1843 circa, Reggia di Versailles, Francia).

Ma intanto i Bizantini tornavano ad entrare nella vita di Corrado: Isacco II Angelo, imperatore d'Oriente, propose sua sorella Teodora Angelina al fratello Bonifacio ma, essendo questi già sposato, la proposta di Isacco fu presa in considerazione da Corrado, presumibilmente rimasto da poco vedovo. S'imbarcò verso Costantinopoli nel marzo 1187, essendo sposato poco dopo, e proprio come il fratello Ranieri nel 1180, ricevette dall'imperatore il titolo di cesare.
Corrado, sposatosi, sostenne il cognato nelle lotte intestine dell'Impero ma, coinvolto nella rivolta di Alessio Brana, preferì abbandonare Costantinopoli, ed imbarcatosi su navi genovesi, partì per la Siria.

### La terza crociata
Nel 1187 l'arcivescovo di Tiro aveva predicato la terza crociata. Risposero all'appello di papa Clemente III l'imperatore, il re francese Filippo II e l'inglese Riccardo Cuor di Leone. Sbarcato a Tiro, trovò la situazione cristiana degenerata di colpo dopo la battaglia di Hattin. Lo stesso re e il padre di Corrado erano nelle mani dei musulmani.
Tiro era l'ultima città cristiana in Oriente e Corrado, in quanto erede tedesco e parente di Guglielmo, fu scelto come legittimo re di Gerusalemme. In realtà gli fu riconosciuta solo la reggenza sulla città in attesa che arrivassero le forze europee, ma Corrado ne ottenne per lui e i suoi successori il governo. Saladino apparve poco dopo alle mura di Tiro e la assediò, ma i suoi sforzi e i suoi tentativi di corruzione furono vani: Corrado difese strenuamente la città, salvandola e garantendo ancora per un secolo la presenza cristiana in Terrasanta.
Dopo aver partecipato alla battaglia per la riconquista di San Giovanni D'Acri ed essere scampato a stento alla cattura da parte dei musulmani, Corrado venne salvato dal re di Gerusalemme Guido di Lusignano, appena riscattato, e gli furono apertamente riconosciute le sue signorie su Tiro e Beirut.
Nuovamente maritatosi con Isabella di Gerusalemme - legittima erede del Regno di Gerusalemme - fu tacciato di codardia dai crociati al seguito di Riccardo I d'Inghilterra che volevano occupare i suoi possedimenti, Corrado ottenne però dalla mediazione del re Filippo II di Francia - che era suo cugino - nuovamente i territori per sé e per la sua famiglia.
La notizia della imminente incoronazione venne consegnata a Corrado il 21 aprile 1192; il 28 cadde in un'imboscata tesagli da nemici ancora ignoti - forse sicari della setta islamica ismailita, detta degli "Assassini" (o forse da sicari di Guido di Lusignano) e morì. Sua moglie Isabella era incinta di Maria, che sarebbe diventata sua erede al Regno di Gerusalemme. Gli succedette come Marchese di Monferrato il fratello Bonifacio.

## Ascendenza
|                            |                          |                            | Genitori              |  |  | Nonni |  |  | Bisnonni                    |  |  | Trisnonni                |  |
|                            |                          |                            |                       |  |  |       |  |  | Guglielmo IV del Monferrato |  |  | Ottone II del Monferrato |  |
|                            |                          |                            |                       |  |  |       |  |  | Guglielmo IV del Monferrato |  |  | Ottone II del Monferrato |  |
|                            |                          | Costanza di Savoia         |                       |  |  |       |  |  | Guglielmo IV del Monferrato |  |  |                          |  |
| Ranieri I del Monferrato   |                          |                            |                       |  |  |       |  |  | Guglielmo IV del Monferrato |  |  |                          |  |
|                            |                          | Otta di Agliè              | Tibaldo di Agliè      |  |  |       |  |  |                             |  |  |                          |  |
|                            |                          | Otta di Agliè              | Tibaldo di Agliè      |  |  |       |  |  |                             |  |  |                          |  |
|                            |                          | Otta di Agliè              | …                     |  |  |       |  |  |                             |  |  |                          |  |
| Guglielmo V del Monferrato |                          | Otta di Agliè              |                       |  |  |       |  |  |                             |  |  |                          |  |
|                            |                          | Guglielmo I di Borgogna    | Rinaldo I di Borgogna |  |  |       |  |  |                             |  |  |                          |  |
|                            |                          | Guglielmo I di Borgogna    | Rinaldo I di Borgogna |  |  |       |  |  |                             |  |  |                          |  |
|                            |                          | Guglielmo I di Borgogna    | Alice di Normandia    |  |  |       |  |  |                             |  |  |                          |  |
| Gisella di Borgogna        |                          | Guglielmo I di Borgogna    |                       |  |  |       |  |  |                             |  |  |                          |  |
|                            |                          | Stefania di Borgogna       | …                     |  |  |       |  |  |                             |  |  |                          |  |
|                            |                          | Stefania di Borgogna       | …                     |  |  |       |  |  |                             |  |  |                          |  |
|                            |                          | Stefania di Borgogna       | …                     |  |  |       |  |  |                             |  |  |                          |  |
| Corrado del Monferrato     |                          | Stefania di Borgogna       |                       |  |  |       |  |  |                             |  |  |                          |  |
|                            | Leopoldo II di Babenberg | Ernesto di Babenberg       |                       |  |  |       |  |  |                             |  |  |                          |  |
|                            | Leopoldo II di Babenberg | Ernesto di Babenberg       |                       |  |  |       |  |  |                             |  |  |                          |  |
|                            | Leopoldo II di Babenberg | Adelaide di Eilenburg      |                       |  |  |       |  |  |                             |  |  |                          |  |
| Leopoldo III di Babenberg  | Leopoldo II di Babenberg |                            |                       |  |  |       |  |  |                             |  |  |                          |  |
|                            |                          | Ida di Formbach-Ratelnberg | Rapoto IV di Cham     |  |  |       |  |  |                             |  |  |                          |  |
|                            |                          | Ida di Formbach-Ratelnberg | Rapoto IV di Cham     |  |  |       |  |  |                             |  |  |                          |  |
|                            |                          | Ida di Formbach-Ratelnberg | Matilde               |  |  |       |  |  |                             |  |  |                          |  |
| Giuditta di Babenberg      |                          | Ida di Formbach-Ratelnberg |                       |  |  |       |  |  |                             |  |  |                          |  |
|                            |                          | Enrico IV di Franconia     | Enrico III il Nero    |  |  |       |  |  |                             |  |  |                          |  |
|                            |                          | Enrico IV di Franconia     | Enrico III il Nero    |  |  |       |  |  |                             |  |  |                          |  |
|                            |                          | Enrico IV di Franconia     | Agnese di Poitou      |  |  |       |  |  |                             |  |  |                          |  |
| Agnese di Waiblingen       |                          | Enrico IV di Franconia     |                       |  |  |       |  |  |                             |  |  |                          |  |
|                            |                          | Berta di Savoia            | Oddone di Savoia      |  |  |       |  |  |                             |  |  |                          |  |
|                            |                          | Berta di Savoia            | Oddone di Savoia      |  |  |       |  |  |                             |  |  |                          |  |
|                            |                          | Berta di Savoia            | Adelaide di Susa      |  |  |       |  |  |                             |  |  |                          |  |
|                            |                          | Berta di Savoia            |                       |  |  |       |  |  |                             |  |  |                          |  |